# Громадзки, Валерий
Валерий Громадзки (родился в 1835 году во Владимир-Волынском уезде, умер 15 октября 1917 года в Славуте) — польский католический священник, изгнанник, священник в Томске, дворянин Волынской губернии Российской империи.
Он родился в семье землевладельцев и был сыном Яна, мужем Виктории Нецевич; его старшим братом был Александр Григорий, астроном, который в возрасте 45 лет вступил в орден иезуитов и стал священником пять лет спустя. Валерий Громадзки выбрал священство раньше своего брата; он посещал школы в Луцке и Ровно, а в 1859 году окончил семинарию в Житомире и был рукоположён в священники. Работал викарием в Горохове. Там в феврале 1861 года он был арестован и вскоре сослан в Сибирь, где провел почти 40 лет. Первоначально, благодаря генерал-губернатору Дюамелю, он осуществлял пастырскую опеку над католиками в Омске; он также присматривал за ссыльными повстанцами.
С 1869 года он остался в Томске, где в 1883 году ему было поручено пресвитером католического прихода. Он попытался сделать этот город центром религиозной, культурной, национальной и общественной жизни. С этой целью он основал первую приходскую библиотеку в Томске. В 1893 году рядом с приходским читальным залом была открыта вторая польская библиотека, которой руководили активисты тайного молодёжного объединения, студенты Мечислава Верхинский и Ольгирд Гжегожевский. Братья Александр и Адольф Мацеша активно руководили обеими библиотеками. Громадзки потратил много времени на обход своего обширного прихода площадью 18 000 квадратных миль. Он основал ряд филиалов Благотворительного общества. Он инициировал строительство или реконструкцию священных объектов, в том числе в Омске, Томске, Спасске.
В 1899 г. о. Громадзки обосновались в Житомире. Он служил среди других. В обязанности прокурора семинарии он также вел пастырскую работу в близлежащих населенных пунктах. Он привел к созданию первой церкви на украинских землях — в селе Новый Завод. Последние годы своей жизни он провел на Волыни, в Славуте, в качестве капеллана князя Романа Сангушки. Он умер в Славуте осенью 1917 года, за две недели до нападения русских солдат на усадьбу и убийства Сангушки.